# Gânditorul

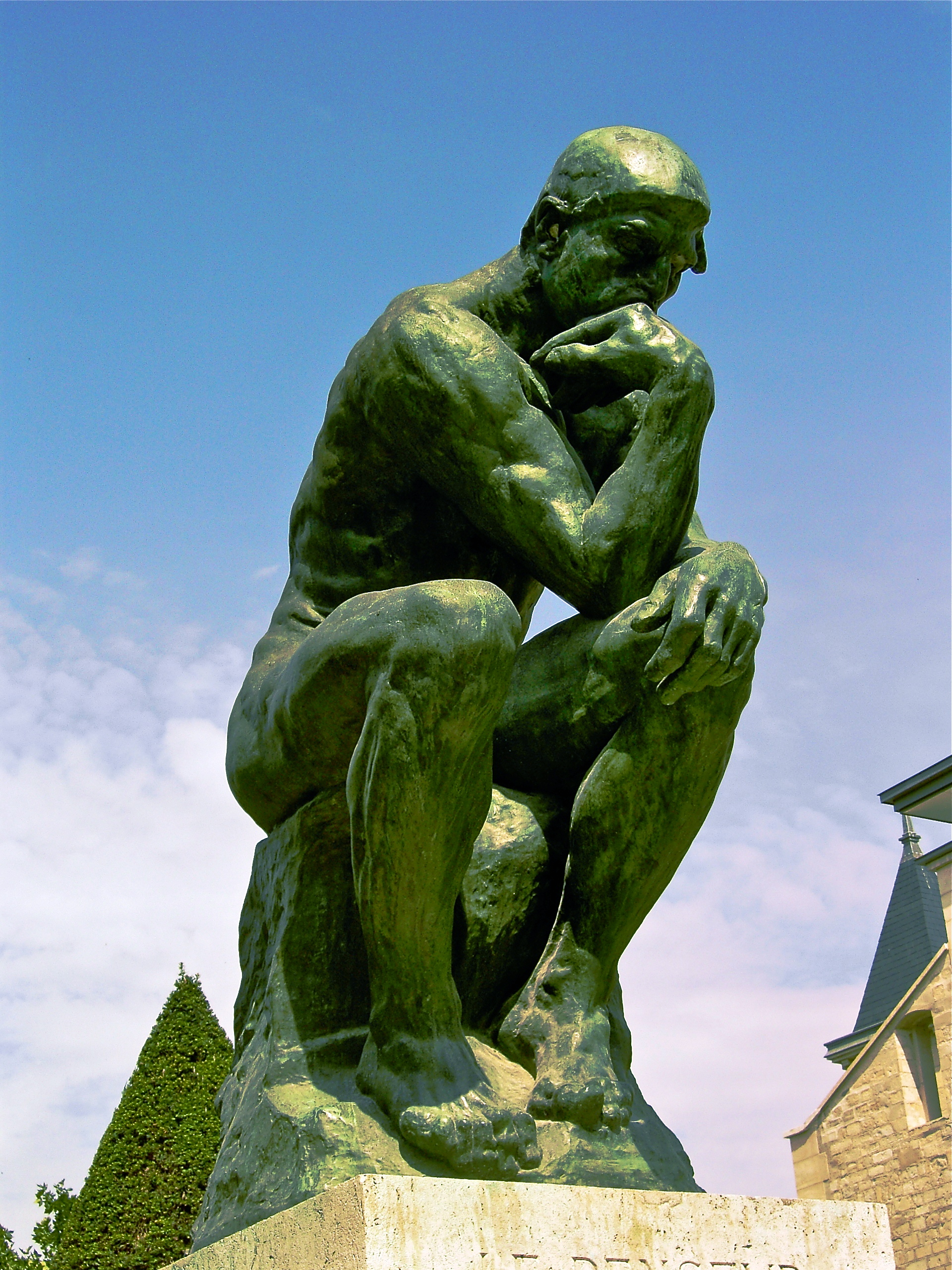
Le Penseur în fața Muzeului Rodin din Paris

Gânditorul (în franceză Le Penseur) este o sculptură în bronz realizată de Auguste Rodin, amplasată, de obicei, pe un piedestal de piatră. Lucrarea prezintă un bărbat nud așezat pe o stâncă, cu bărbia odihnindu-se pe o mână ca și cum ar fi adâncit în gânduri și este adesea utilizată ca o imagine reprezentativă a filozofiei. Există aproximativ 28 de piese turnate în mărime completă, cu o înălțime de 186 cm, deși nu toate au fost făcute în cursul vieții lui Rodin și sub supravegherea sa, precum și diverse alte versiuni, unele în ipsos, studii plastice și piese turnate postum, într-o mare gamă de dimensiuni. Rodin a conceput pentru prima oară această figură în 1880, ca parte a unei alte lucrări, dar prima piesă monumentală din bronz a fost prezentată publicului în 1904.

## Origini

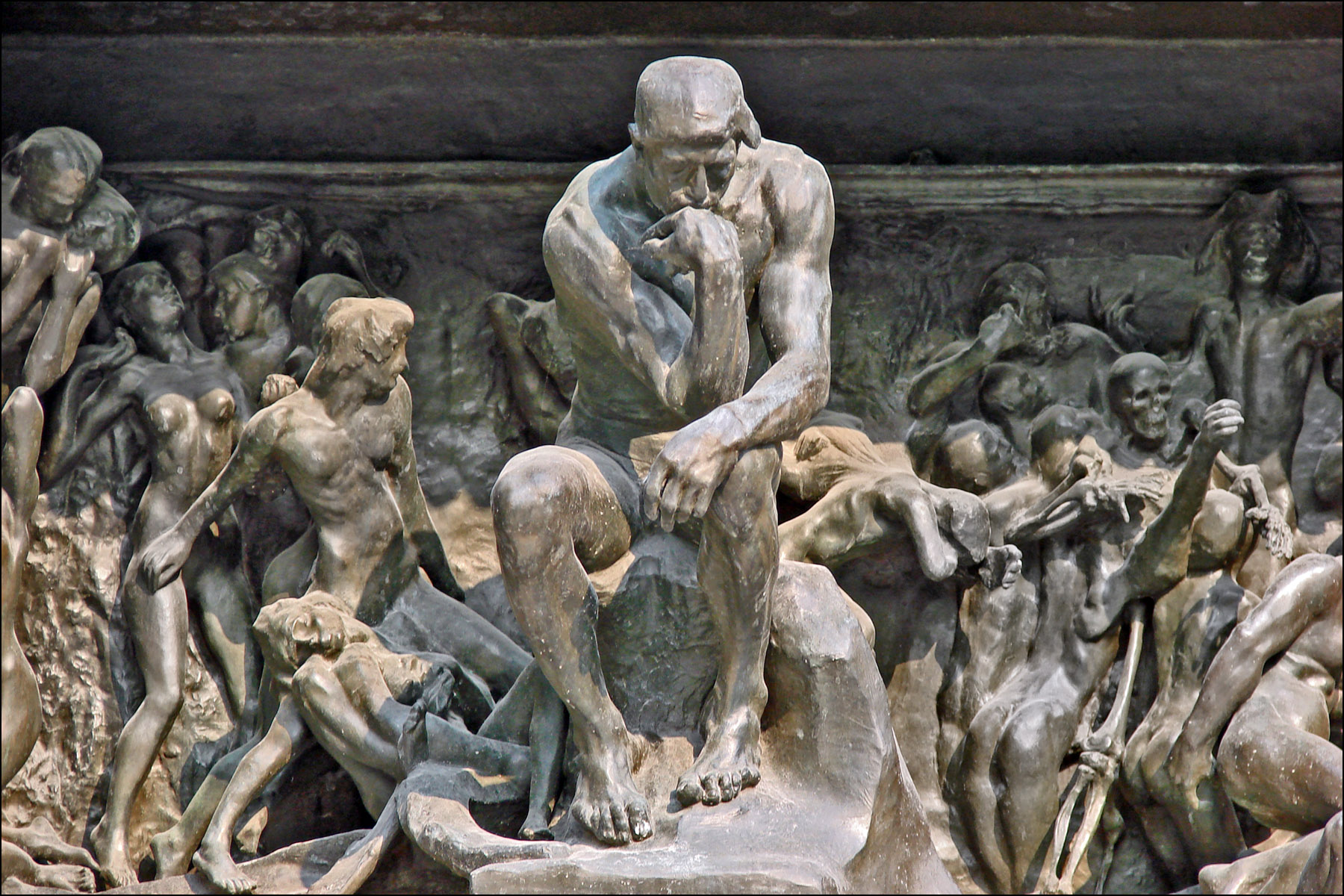
Gânditorul în Porțile Iadului de la Muzeul Rodin

Numit la început Poetul (în franceză Le Poète), Gânditorul a făcut parte inițial dintr-o comandă mai mare, ce a început să fie realizată în anul 1880, pentru o poartă numită Porțile Iadului. Rodin s-a inspirat din Divina Comedie a lui Dante, iar cele mai multe figuri ale grupului sculptural reprezentau personajele principale ale poemului epic. Unii critici cred că Gânditorul, aflat în centrul compoziției deasupra porții și cu aproximativ 70 cm mai înaltă decât celelalte figuri, a fost destinat inițial pentru a-l reprezenta pe Dante la porțile Iadului, cugetând la marele său poem. Cu toate acestea, această interpretare este discutabilă deoarece personajul reprezentat este gol, în timp ce Dante este complet îmbrăcat în întregul poem, și nu seamănă în nici un fel cu figura slăbănoagă a lui Dante. Sculptura este nud, deoarece Rodin a dorit o figură eroică în tradiția lui Michelangelo pentru a reprezenta intelectul și poezia.
Acest detaliu de la Porțile Iadului a fost numit pentru prima dată Gânditorul de către lucrătorii din turnătorie, care au remarcat asemănarea sa cu statuia lui Lorenzo de Medici realizată de Michelangelo și numită „Il Penseroso” (Gânditorul). Rodin a decis să trateze această statuie ca o operă de sine stătătoare, cu o dimensiune mai mare. Statuia era concepută să fie văzută de jos și este prezentată în mod normal pe o plintă destul de înaltă, deși înălțimile alese de către diferiții proprietari variază considerabil.

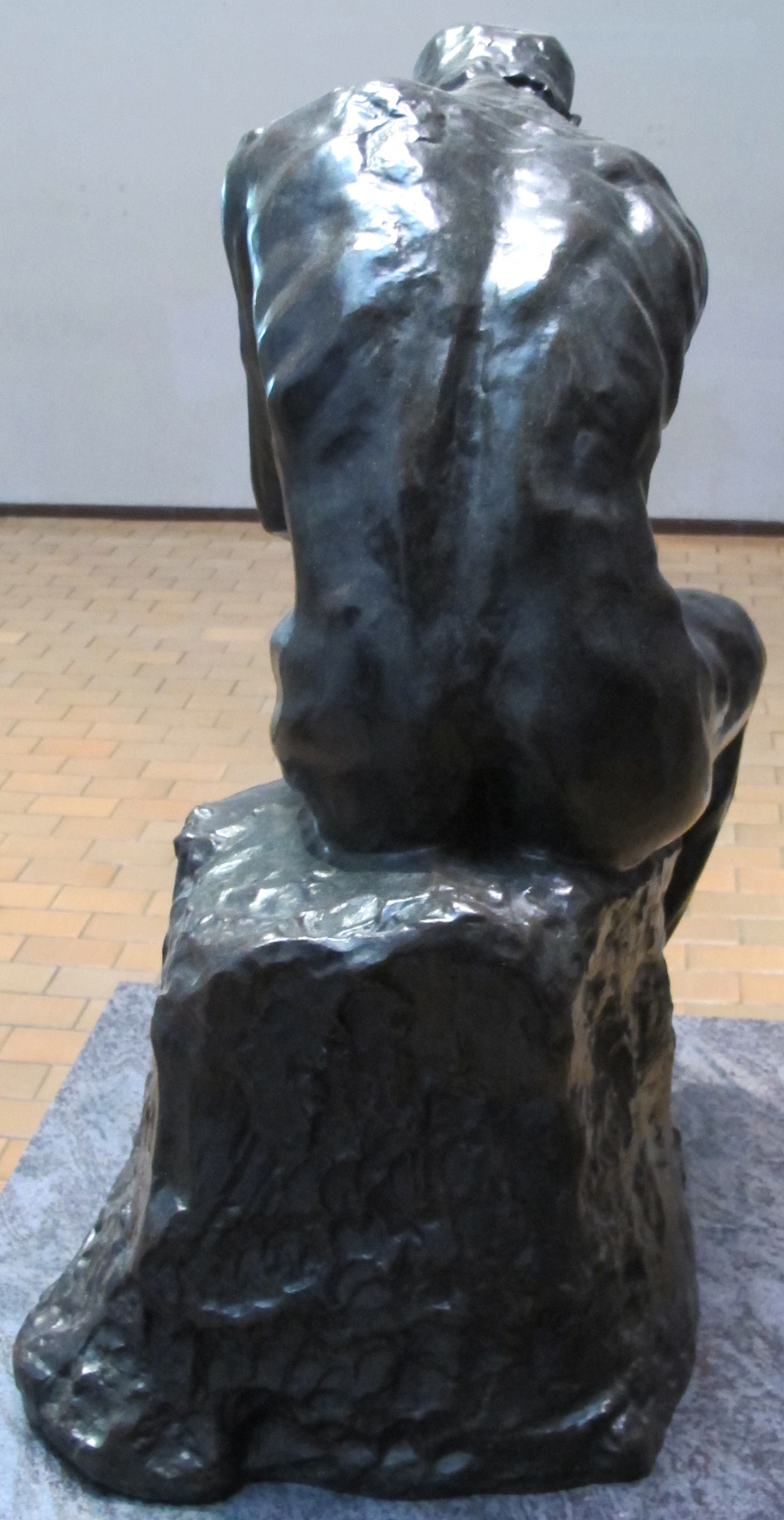
Vedere din spate, Tokyo

## Versiuni ale sculpturii

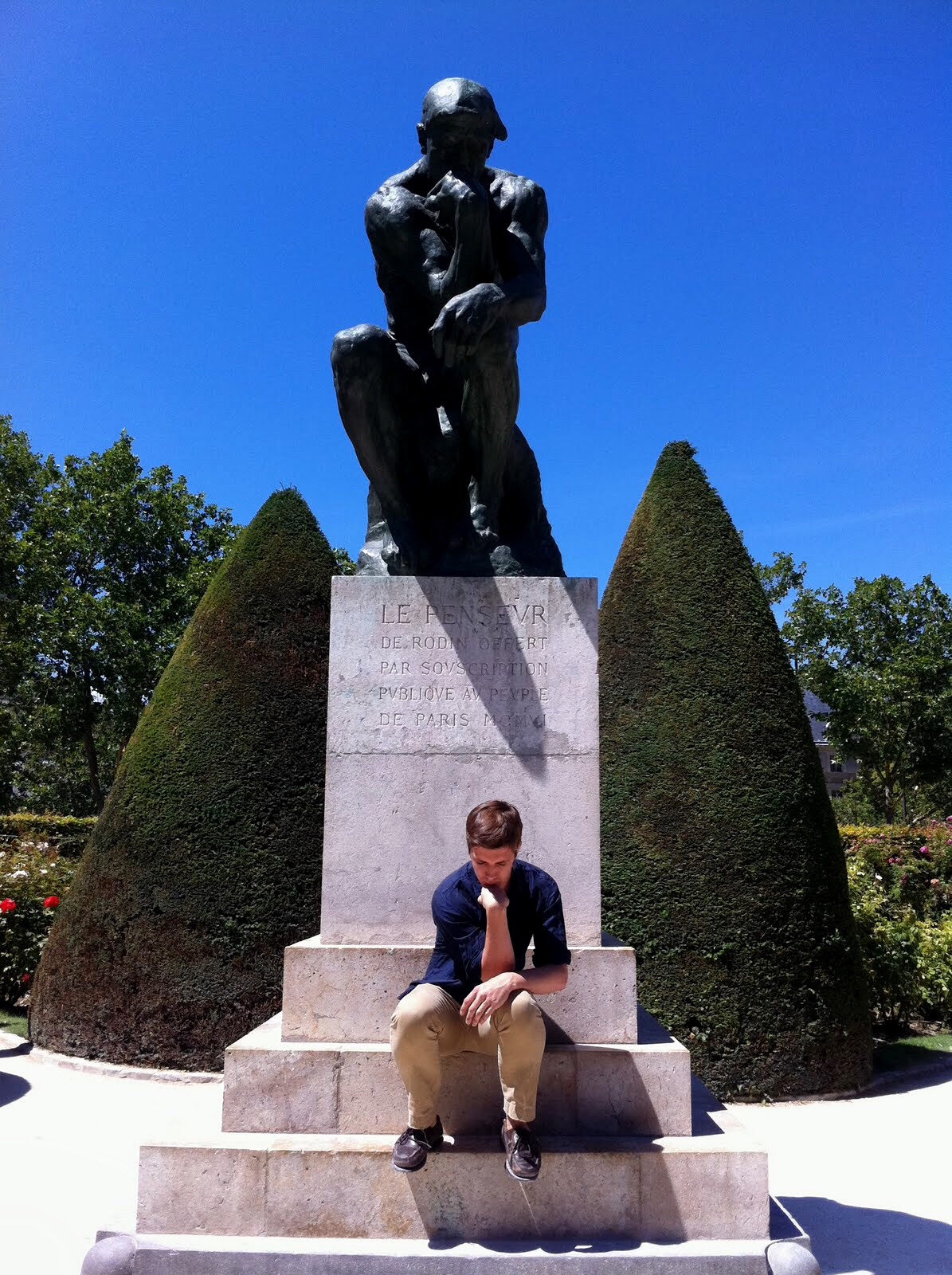
Gânditorul și un om

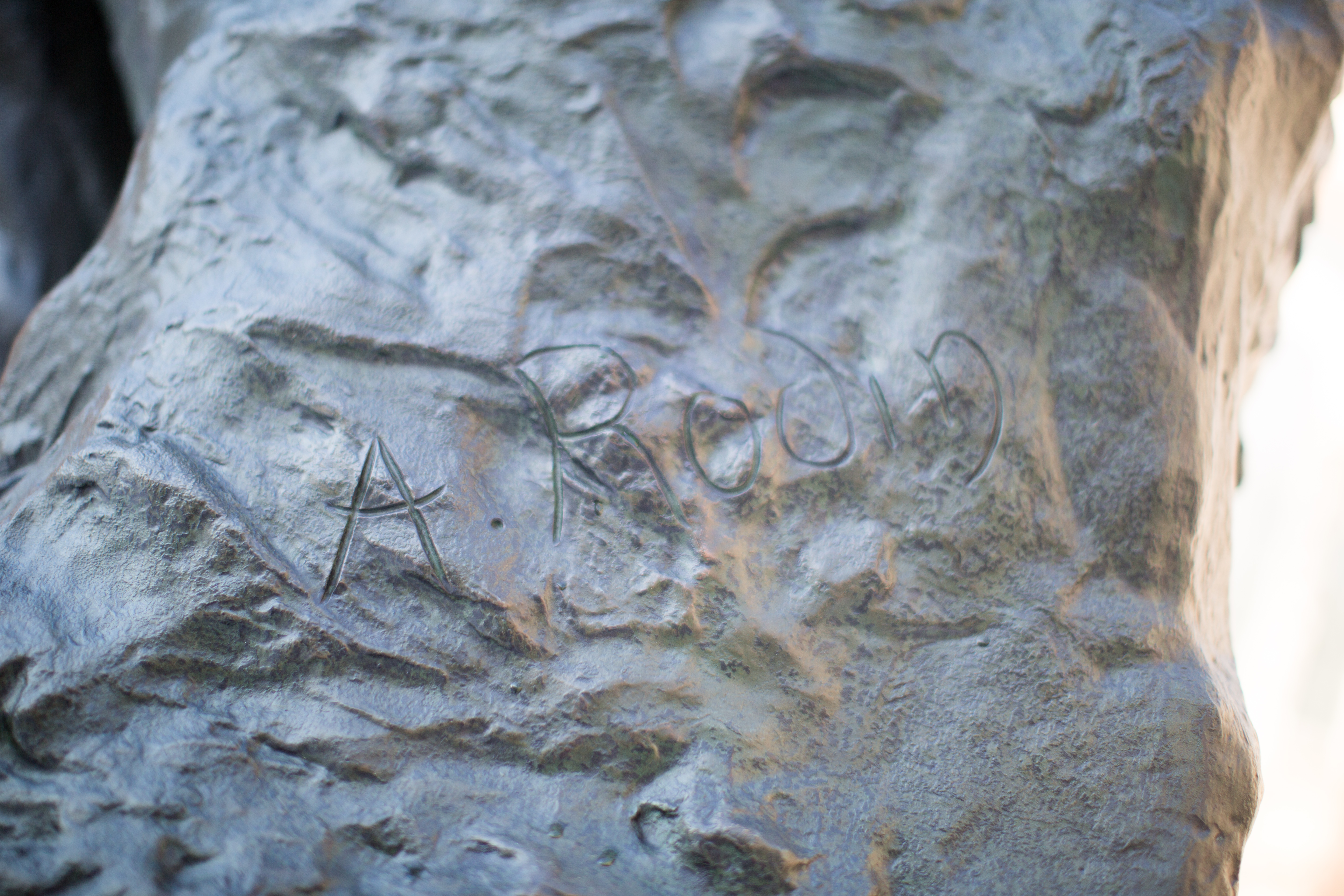
Semnătura lui A. Rodin pe o variantă a statuii aflată la Universitatea Columbia, New York

Gânditorul a fost turnat în mai multe versiuni și poate fi găsit în întreaga lume, dar istoria evoluției de la mulaje la piesele turnate este complicată și nu este încă pe deplin clarificată. Aproximativ 28 de sculpturi din bronz de dimensiuni monumentale se află în muzee și locuri publice. În plus, există alte sculpturi de dimensiuni diferite și variante din ipsos (adesea vopsite cu bronz), atât de dimensiuni monumentale, cât și mai mici. Unele piese turnate mai noi au fost realizate postum și nu sunt considerate ca făcând parte din producția originală.
Rodin a făcut prima versiune din ipsos, mai mică, în jurul anului 1880. Prima statuie din bronz de dimensiuni monumentale a fost turnată în 1902, dar a fost prezentată publicului abia în 1904. Ea a devenit proprietatea orașului Paris datorită unei subscripții organizate de admiratorii lui Rodin admiratori și a fost amplasată în fața Panthéonului în 1906. În 1922 ea a fost mutată la Hôtel Biron, care a fost transformat ulterior în Muzeul Rodin.
O variantă a sculpturii poate fi găsită în fața Grawemeyer Hall din Campusul Belknap al Universității din Louisville din Louisville, Kentucky. Realizată la Paris, ea a fost prezentată mai întâi la Expoziția Universală de la St. Louis din 1904 și apoi a fost donată orașului Louisville. Această sculptură a fost singura care a fost turnată prin metoda cerii pierdute.

## Reprezentare culturală

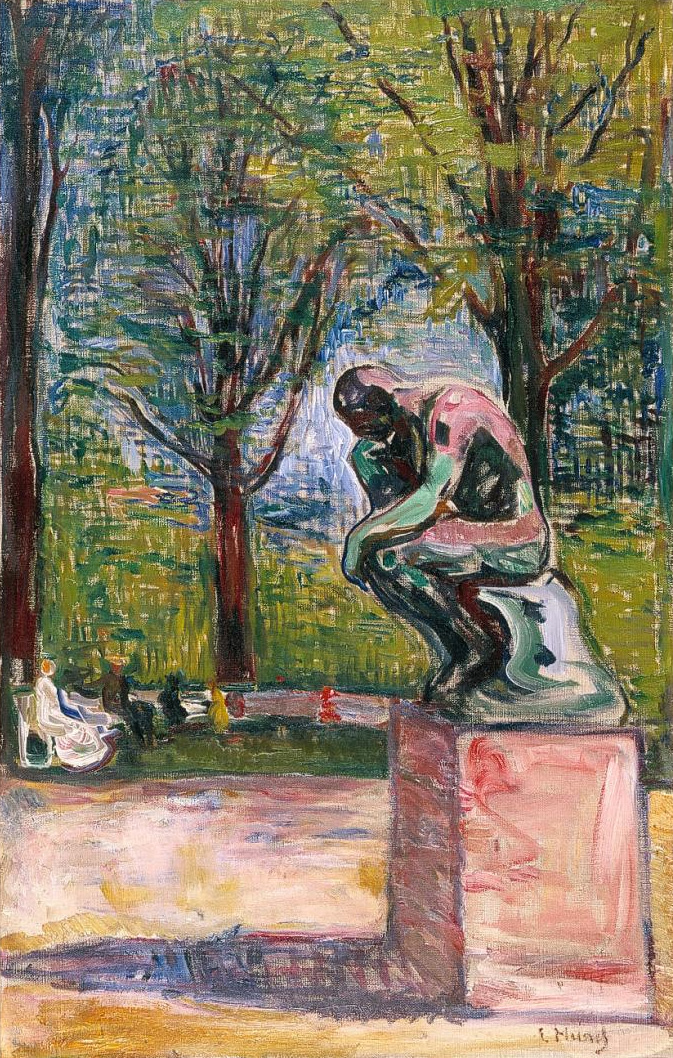
Gânditorul lui Rodin (în parcul vilei lui Linde cu familia medicului în fundal)

Medicul Max Linde din Lübeck a achiziționat în 1904 o copie monumentală a statuii și a amplasat-o în grădina vilei sale. Monumentul a fost pictat de către Edvard Munch în tabloul Gânditorul lui Rodin în grădina dr. Linde, care se află astăzi la muzeul Bernhaus. Mai târziu copia achiziționată de dr. Linde a ajuns la Detroit Institute of Arts.
În filmul Dictatorul (1940) al lui Charlie Chaplin celebrele statui Venus din Milo și Gânditorul lui Rodin apar cu mâna stângă ridicată în semn de salut către dictatorul Adenoid Hynkel. Această reprezentare comică a salutului nazist face aluzie la folosirea artei în scop propagandistic în Germania Nazistă.
Protagoniștii filmului O noapte la muzeu 2 se întâlnesc cu Gânditorul lui Rodin, care a fost adus la viață. Punându-i-se o întrebare, el răspunde pur și simplu: „Mă gândesc... mă gândesc... mă gândesc.” Mai târziu, în același film, el flirtează cu o statuie a Afroditei.
Statuia apare în filmul Midnight in Paris al lui Woody Allen, în care Carla Bruni, soția președintelui Franței de la acel moment, îi însoțește pe vizitatorii americani în parcul Muzeului Rodin și le explică semnificația statuii.